# Pietro Giovine
Pietro Giovine (Marigliano, 12 dicembre 1816 – Acerenza, 11 settembre 1879) è stato un arcivescovo cattolico italiano.

## Biografia
Nacque a Marigliano il 12 dicembre 1816.
Vicario generale a Giovinazzo e Terlizzi e poi a Taranto e a Benevento, il 27 ottobre 1871 fu nominato arcivescovo metropolita di Acerenza ed arcivescovo di Matera da papa Pio IX. Ricevette la consacrazione episcopale il 12 novembre seguente per l'imposizione delle mani del cardinale Camillo Di Pietro, cardinale vescovo di Albano, co-consacranti i vescovi Simone Spilotros e Lorenzo Frescobaldi. 
Fu artefice del riconoscimento del culto pubblico del beato Egidio da Laurenzana, fornendo con una lettera del 7 novembre 1876 alla Congregazione dei riti tutta la documentazione necessaria alla beatificazione.
Inoltre ingrandì il seminario di Acerenza.
Morì l'11 settembre 1879 ad Acerenza;  venne sepolto nel cimitero comunale, ove fu eretto un mausoleo.

## Genealogia episcopale
La genealogia episcopale è:
- Cardinale Scipione Rebiba
- Cardinale Giulio Antonio Santori
- Cardinale Girolamo Bernerio, O.P.
- Arcivescovo Galeazzo Sanvitale
- Cardinale Ludovico Ludovisi
- Cardinale Luigi Caetani
- Cardinale Ulderico Carpegna
- Cardinale Paluzzo Paluzzi Altieri degli Albertoni
- Papa Benedetto XIII
- Papa Benedetto XIV
- Papa Clemente XIII
- Cardinale Enrico Benedetto Stuart
- Papa Leone XII
- Cardinale Chiarissimo Falconieri Mellini
- Cardinale Camillo Di Pietro
- Arcivescovo Pietro Giovine